# Bonnie Mbuli
Bonnie Mbuli (Soweto, 3 de marzo de 1979) conocida también como Bonnie Henna, es una actriz, empresaria y personalidad televisiva sudafricana. Presentó uno de los programas de televisión más vistos en Sudáfrica, Afternoon Express en la cadena SABC 3. En 2020 interpretó a Jasmine Hadley en la serie dramática de la BBC Noughts and Crosses.

## Primeros años
Mbuli nació en Soweto, Sudáfrica en 1979. Asistió a la Escuela de Conventos Dominicanos en Belgravia, un suburbio de Johannesburgo, y luego a la Escuela Secundaria de Greenside en Greenside, otro suburbio de la mencionada ciudad. La mayor de tres hijos, fue descubierta en una parada de autobús cuando volvía a casa de la escuela por un agente que la contrató para su primer trabajo en la serie de televisión Viva Families en 1992, cuando tenía trece años.

## Carrera
Acto seguido realizó papeles secundarios en las producciones internacionales Born Free 2 y Cave Girls y ofició como presentadora de varios programas de variedades para televisión, incluyendo Teleschool, Zapmag, Technics Heart of the Beat y Limits Unlimited. En 2001 obtuvo un papel principal en la exitosa telenovela juvenil Backstage. Más tarde se le asignó el papel de Portia en el seriado Gazlam, seguido de una aparición en la serie de detectives Zero Tolerance.
Más adelante presentó un programa de entrevistas en Sudáfrica para SABC 1 titulado True-Life y ganó un papel en la miniserie Homecoming. Apareció en dos series de televisión canadiense Charlie Jade, una producción de ciencia ficción, y en Scouts Safari, una serie de aventuras ambientada en la naturaleza africana. Interpretó un papel importante en Home Affairs, una popular serie de trece episodios que presentaba las vidas de cinco mujeres muy diferentes. Acto seguido apareció en las series de televisión Soul City y Hillside para SABC 1 y SABC 2 respectivamente y luego fue elegida en el reparto de la serie The Philanthropist de la NBC.
Sus créditos en cine incluyen el papel de la cantante Dolly Radebe en Drum, el papel principal en la película danesa Blinded Angels y el de Precious Chamusso en Catch a Fire de 2006. Encarnó a la diplomática Zindzi Mandela en la película de Clint Eastwood Invictus.

## Filmografía destacada
- Invictus como Zindzi (2009)
- Catch A Fire como Precious Chamusso (2006)
- Drum como Dara Macala (2004)
- Gaz'lam como Portia (13 episodios, 2003–2004)
- Traffic! como la detective Lungi (2014)